# Johann Gottfried von Bequerer
Johann Gottfried von Bequerer (* um 1650 in Bonn; † 16. Juli 1720 in Köln) war Priester und Offizial des Erzbistums Köln.

## Leben
Nach dem Empfang der Subdiakonatsweihe wurde Bequerer am 2. Februar 1685 als Kanoniker oder Stiftsherr in das Kölner Domkapitel aufgenommen. Die Priesterweihe empfing er am 23. April des gleichen Jahres. Erzbischof Joseph Clemens von Bayern ernannte  1696 zum Offizial des Erzbistums Köln.:190 Nach dem Kölner Generalvikariatsprotokoll vom 30. September 1706 wirkte er als Kölner Offizialprobst  in Kerpen. Eine Stellung, die er offensichtlich gut 40-jährig im Jahr 1691 angetreten hatte.:160